# Campionati europei di sollevamento pesi 1980
I Campionati europei di sollevamento pesi 1980, 61ª edizione della manifestazione, si svolsero a Belgrado dal 25 aprile al 4 maggio 1980.

## Titoli in palio
| Categoria            | Eventi         | Atleti |
| -------------------- | -------------- | ------ |
| Pesi mosca           | Fino a 52 kg   | 7      |
| Pesi gallo           | Fino a 56 kg   | 13     |
| Pesi piuma           | Fino a 60 kg   | 14     |
| Pesi leggeri         | Fino a 67,5 kg | 14     |
| Pesi medi            | Fino a 75 kg   | 17     |
| Pesi massimi leggeri | Fino a 82,5 kg | 19     |
| Pesi mediomassimi    | Fino a 90 kg   | 23     |
| Pesi massimi primi   | Fino a 100 kg  | 23     |
| Pesi massimi         | Fino a 110 kg  | 12     |
| Pesi supermassimi    | Oltre i 110 kg | 14     |

## Nazioni partecipanti
Le nazioni che hanno partecipato ai campionati furono 26 per un totale di 156 atleti partecipanti. Tra parentesi i partecipanti per nazione.
- Austria (9)
- Bulgaria (10)
- Cecoslovacchia (9)
- Danimarca (3)
- Finlandia (9)
- Francia (9)
- Germania Est (10)
- Germania Ovest (9)
- Grecia (7)
- Islanda (4)
- Italia (4)
- Jugoslavia (9)
- Lussemburgo (1)
- Norvegia (5)
- Paesi Bassi (1)
- Polonia (10)
- Portogallo (1)
- Regno Unito (4)
- Romania (9)
- San Marino (1)
- Spagna (2)
- Svezia (4)
- Svizzera (1)
- Turchia (5)
- Ungheria (10)
- Unione Sovietica (10)

## Risultati
Furono stabiliti sei record mondiali: tre nel totale dell'esercizio, tre nelle singole specialità.
| Evento  | Oro               | Oro      | Argento            | Argento  | Bronzo                 | Bronzo   |
| 52 kg   | 52 kg             | 52 kg    | 52 kg              | 52 kg    | 52 kg                  | 52 kg    |
| ------- | ----------------- | -------- | ------------------ | -------- | ---------------------- | -------- |
| Strappo | Aleksandr Voronin | 107,5 kg | Stefan Leletko     | 102,5 kg | Jacek Gutowski         | 102,5 kg |
| Slancio | Stefan Leletko    | 135,0 kg | Aleksandr Voronin  | 132,5 kg | Jacek Gutowski         | 122,5 kg |
| Totale  | Aleksandr Voronin | 240,0 kg | Stefan Leletko     | 237,5 kg | Jacek Gutowski         | 225,0 kg |
| 56 kg   |                   |          |                    |          |                        |          |
| Strappo | Oleg Karajanidi   | 117,5 kg | Turgay Sabriev     | 115,0 kg | Andreas Letz           | 110,0 kg |
| Slancio | Andreas Letz      | 147,5 kg | Oleg Karajanidi    | 145,0 kg | Frank Mavius           | 145,0 kg |
| Totale  | Oleg Karajanidi   | 262,5 kg | Andreas Letz       | 257,5 kg | Frank Mavius           | 255,0 kg |
| 60 kg   |                   |          |                    |          |                        |          |
| Strappo | Stefan Dimitrov   | 127,5 kg | Antoni Pawlak      | 125,0 kg | Włodzimierz Jakub      | 125,0 kg |
| Slancio | Yourik Sargsyan   | 160,0 kg | Stefan Dimitrov    | 157,5 kg | Gelu Radu              | 150,0 kg |
| Totale  | Stefan Dimitrov   | 285,0 kg | Yourik Sargsyan    | 280,0 kg | Antoni Pawlak          | 275,0 kg |
| 67,5 kg |                   |          |                    |          |                        |          |
| Strappo | Janko Rusev       | 147,5 kg | Günter Ambraß      | 140,0 kg | Daniel Senet           | 140,0 kg |
| Slancio | Janko Rusev       | 190,0 kg | Günter Ambraß      | 175,0 kg | Karl-Heinz Radschinsky | 175,0 kg |
| Totale  | Janko Rusev       | 337,5 kg | Günter Ambraß      | 315,0 kg | Karl-Heinz Radschinsky | 312,5 kg |
| 75 kg   |                   |          |                    |          |                        |          |
| Strappo | Nedelčo Kolev     | 160,0 kg | Asen Zlatev        | 157,5 kg | Oleksandr Pervij       | 155,0 kg |
| Slancio | Asen Zlatev       | 197,5 kg | Peter Wenzel       | 192,5 kg | Oleksandr Pervij       | 192,5 kg |
| Totale  | Asen Zlatev       | 355,0 kg | Nedelčo Kolev      | 347,5 kg | Oleksandr Pervij       | 347,5 kg |
| 82,5 kg |                   |          |                    |          |                        |          |
| Strappo | Jurij Vardanjan   | 167,5 kg | Janusz Alchimowicz | 157,5 kg | Romuald Jazbowiecki    | 157,5 kg |
| Slancio | Jurij Vardanjan   | 200,0 kg | Horst Appel        | 192,5 kg | Norbert Bergmann       | 192,5 kg |
| Totale  | Jurij Vardanjan   | 367,5 kg | Detlef Blasche     | 345,0 kg | Horst Appel            | 342,5 kg |
| 90 kg   |                   |          |                    |          |                        |          |
| Strappo | Rumen Aleksandrov | 175,0 kg | Valerij Šarij      | 170,0 kg | Gennadij Bessonov      | 167,5 kg |
| Slancio | Rumen Aleksandrov | 215,0 kg | Gennadij Bessonov  | 215,0 kg | Valerij Šarij          | 212,5 kg |
| Totale  | Rumen Aleksandrov | 390,0 kg | Valerij Šarij      | 382,5 kg | Gennadij Bessonov      | 382,5 kg |
| 100 kg  |                   |          |                    |          |                        |          |
| Strappo | David Rigert      | 177,5 kg | Imre Vegi          | 172,5 kg | László Varga           | 170,0 kg |
| Slancio | David Rigert      | 210,0 kg | Michael Hennig     | 210,0 kg | Plamen Asparuhov       | 202,5 kg |
| Totale  | David Rigert      | 387,5 kg | Michael Hennig     | 372,5 kg | Plamen Asparuhov       | 370,0 kg |
| 110 kg  |                   |          |                    |          |                        |          |
| Strappo | Leonid Taranenko  | 190,0 kg | Valentin Hristov   | 175,0 kg | Pavel Khek             | 175,0 kg |
| Slancio | Leonid Taranenko  | 230,0 kg | Valentin Hristov   | 227,5 kg | Jürgen Ciezki          | 217,5 kg |
| Totale  | Leonid Taranenko  | 420,0 kg | Valentin Hristov   | 402,5 kg | Jürgen Ciezki          | 390,0 kg |
| +110 kg |                   |          |                    |          |                        |          |
| Strappo | Sultan Rachmanov  | 190,0 kg | Evgenij Popov      | 185,0 kg | Rudolf Strejček        | 180,0 kg |
| Slancio | Sultan Rachmanov  | 240,0 kg | Gerd Bonk          | 232,5 kg | Evgenij Popov          | 232,5 kg |
| Totale  | Sultan Rachmanov  | 430,0 kg | Evgenij Popov      | 417,5 kg | Gerd Bonk              | 407,5 kg |

## Medagliere

### Grandi (totale)
Riferito al totale dell'esercizio: 5 nazioni sono entrate nel medagliere.
| Posiz. | Nazione          | Oro | Argento | Bronzo | Totale |
| ------ | ---------------- | --- | ------- | ------ | ------ |
| 1      | Unione Sovietica | 6   | 2       | 2      | 10     |
| 2      | Bulgaria         | 4   | 3       | 1      | 8      |
| 3      | Germania Est     | 0   | 4       | 3      | 7      |
| 4      | Polonia          | 0   | 1       | 2      | 3      |
| 5      | Germania Ovest   | 0   | 0       | 2      | 2      |
| Totale | Totale           | 10  | 10      | 10     | 30     |

### Grandi (totale) e Piccole (Strappo e slancio)
Riferito al totale dell'esercizio e delle due specialità: 9 nazioni sono entrate nel medagliere. 
| Posiz. | Nazione          | Oro | Argento | Bronzo | Totale |
| ------ | ---------------- | --- | ------- | ------ | ------ |
| 1      | Unione Sovietica | 17  | 6       | 6      | 29     |
| 2      | Bulgaria         | 11  | 9       | 3      | 23     |
| 3      | Germania Est     | 1   | 9       | 6      | 16     |
| 4      | Polonia          | 1   | 4       | 6      | 11     |
| 5      | Germania Ovest   | 0   | 1       | 4      | 5      |
| 6      | Ungheria         | 0   | 1       | 1      | 2      |
| 7      | Cecoslovacchia   | 0   | 0       | 2      | 2      |
| 8      | Francia          | 0   | 0       | 1      | 1      |
| 8      | Romania          | 0   | 0       | 1      | 1      |
| Totale | Totale           | 30  | 30      | 30     | 90     |

## Classifica a squadre
Il sistema di punteggio è basato sui punti distribuiti per l'esercizio totale e le due specialità in base allo schema adottato nel 1977:
| Pos. | Squadra          | Punti |
| ---- | ---------------- | ----- |
| 1    | Unione Sovietica | 311   |
| 2    | Bulgaria         | 277   |
| 3    | Germania Est     | 226   |
| 4    | Polonia          | 187   |
| 5    | Ungheria         | 137   |
| 6    | Germania Ovest   | 117   |
| 7    | Romania          | 112   |
| 8    | Cecoslovacchia   | 98    |
| 9    | Austria          | 38    |
| 10   | Finlandia        | 35    |
| 11   | Francia          | 27    |
| 12   | Italia           | 22    |
| 13   | Spagna           | 19    |
| 14   | Portogallo       | 15    |
| 15   | Regno Unito      | 14    |
| 16   | Norvegia         | 14    |
| 17   | Jugoslavia       | 13    |
| 18   | Svezia           | 11    |
| 19   | Grecia           | 6     |
| 20   | Islanda          | 3     |
| 21   | Danimarca        | 2     |
| —    | Turchia          | 0     |
| —    | Paesi Bassi      | 0     |
| —    | San Marino       | 0     |
| —    | Lussemburgo      | 0     |
| —    | Svizzera         | 0     |